# New Zealand First
New Zealand First (Māori: Aotearoa Tuatahi), NZ First, er et nationalistisk og populistisk politisk parti I New Zealand. Partiet blev grundlagt 18. juli 1993 af Winston Peters, som er tidligere parlamentsmedlem for New Zealand National Party.
Partiet har siddet i regering med begge de to store partier I New Zealand: først med National Party fra 1996 til 1998, senere med Labour fra 2005 til 2008 og igen fra 2017 til 2020. Partiets nuværende leder er Winston Peters.
Ved valget i 2020 tabte partiet sin repræsentation i New Zealands parlament, Repræsentanternes hus.